# Zakeeya Patel
Zakeeya Patel es una actriz y presentadora sudafricana. Es más conocida por su participación en las series Isidingo, 7de Laan y High Rollers.

## Biografía
Patel nació en Durban, Sudáfrica. Es de ascendencia india por parte de su padre y bruinmense por parte de su madre. Se graduó con una licenciatura con honores en teatro y actuación de la Universidad de Ciudad del Cabo.

## Carrera profesional
En 2005, se unió al elenco de la telenovela Isidingo como Samantha Sharma. En 2006, se convirtió en la campeona de la sexta temporada de la versión sudafricana de Bailando con las estrellas. En 2012, participó en la película de comedia Material como 'Aisha Kaif'. En 2013, apareció en el programa High Rollers. En 2014, participó en la obra de teatro Emotional Creature junto a la activista y escritora estadounidense Eve Ensler.
En 2018, actuó en la película The Docket y en 2019, apareció en la serie original de Netflix Shadow. El mismo año, actuó en la película de suspenso de Showmax The Girl from St. Agnes. A fines de 2019, interpretó un papel de apoyo en la película 3 Days to Go. En 2020, protagonizó la secuela de la película de 2012 Material titulada New Material.

## Filmografía

### Películas
| Año  | Título                                  | Rol           |
| ---- | --------------------------------------- | ------------- |
| 2012 | Material                                | Aisha Kaif    |
| 2013 | Nothing for Mahala                      | Enfermera Taz |
| 2013 | Previously on Childrens Hospital Africa |               |
| 2015 | Die Pro                                 | Jasmine Farat |
| 2015 | The Jakes Are Missing                   | Nancy         |
| 2019 | 3 Days to Go                            | Candice       |
| 2020 | New Material                            |               |

### Televisión
| Año     | Título                     | Rol                  |
| ------- | -------------------------- | -------------------- |
| 2013    | The Wild                   | Amita Kahn           |
| 2013    | High Rollers               | Dhanni Rangila       |
| 2014    | 7de Laan                   | Chica del Video Blog |
| 2014    | Mzansi Love: Big City Love | Buhle Patel          |
| 2014    | Skwizas                    | Lydia                |
| 2015–16 | Isidingo                   | Samantha Sharma      |
| 2017    | Thula's Vine               | Kim K                |
| 2018    | The Docket                 | Lexie Patel          |
| 2019    | The Girl from St. Agnes    | Sharon McMahon       |
| 2019    | Shadow                     | Sarah                |

## Vida personal
Patel se casó con el economista Rob Price en una ceremonia multicultural interreligiosa en noviembre de 2017. Se mudaron a Los Ángeles, California en diciembre de 2019.